# 克麗斯廷·普登茨
克麗斯廷·普登茨（德語：Kristin Pudenz，1993年2月9日—），德國田徑運動員，她代表德國隊參加了日本舉行的2020年夏季奧林匹克運動會，並且在女子鐵餅比賽上獲得銀牌。